# كارل هينريتش بارث
كارل هينريتش بارث (بالألمانية: Karl Heinrich Barth)‏ هو معلم موسيقى وعازف بيانو ألماني، ولد في 12 يوليو 1847 في بالتييسك في روسيا، وتوفي في 23 ديسمبر 1922 في برلين في ألمانيا.

## وصلات خارجية
- كارل هينريتش بارث على موقع ميوزك برينز (الإنجليزية)